# When Nobody Shaves
When Nobody Shaves è un EP del gruppo italiano De Crew, pubblicato nel 2010.

## Tracce
1. Louder Than Words – 2:31
2. Keeps Me Alive – 2:26
3. Wet Bones – 3:41
4. When Nobody Shaves – 2:42